# Cuno Christoph von Birckholtz
Cuno Christoph von Birckhol(t)z (* 13. August 1645 in Hillmersdorf; † 10. Dezember 1700 in Warschau) war kursächsisch und königlich-polnischer General der Infanterie sowie Gouverneur und Oberkommandant von Alt- und Neudresden. Ferner war er Oberst der Leibgarde zu Fuß und der Kompanie adeliger Kadetten als auch Ritter des Johanniter-Ordens. Außerdem war er Herr von Liebstadt, Zehista, Zuschendorf, Krebs, Rädern, Kassel sowie Plitzen- und Grabendorf.

## Herkunft
Seine Eltern waren der Herr auf Kümmeritz Heinrich von Birckholz († 1664) und dessen zweiter Ehefrau Anna Elisabeth von Schilling (Witwe von Albrecht von Raschkau) aus dem Haus Wentorf.

## Leben
Er studierte zwei Jahre in Halle und drei in Wittenberg. Anschließend ging er ein Jahr auf Ritterakademie zum Gouverneur von Kolberg dem Freiherren von Schwerin. Er erhielt Unterricht im Reiten, Tanzen, Fechten und Fremdsprachen sowie dem Festungsbau und zugehörigen militärischen Fähigkeiten. Im Jahr 1666 ging er als Fähnrich in kurbrandenburgische Dienste. 1668 wechselte er in holländische Dienste, wo er von Prinz Wilhelm von Oranien 1667 eine eigene Kompanie erhielt. 1679 verließ er den holländischen Dienst und ging in sächsische Dienste, wo ihn Kurfürst Johann Georg II. zum Kammerjunker des Kurprinzen Johann Georg III. ernannte. Im Jahr 1680 übernahm der Prinz die Regentschaft und Birckholz erhielt eine Kompanie der Leibgarde zu Fuß, wo er 1685 auch Major wurde. Im Jahr darauf 1686 ernannte ihn der Kurfürst zu seinem Generaladjutanten. 1688 wurde er zum als Oberstleutnant und Kommandeur in das Regiment Kurprinz versetzt. Der Kaiser verlieh ihm 1690 den Charakter eines kaiserlichen Oberst. Kurz danach wurde er von Johann Georg IV. bei Regierungsantritt zum Generalmajor und Kommandeur des Infanterie-Regiments Reuß ernannt. Der Kurfürst schickte ihn 1693 mit dem Regiment nach Dänemark, nach seiner Rückkehr wurde er Kommandant von Dresden und Generalleutnant. Im Jahr darauf wurde er Kommandeur des adligen Kadetten-Kompanie. Nach dem Tod des General-Feldmarschalls Schöning wurde er auch Kommandeur der Leibgarde zu Fuß. Unter August II. wurde er 1697 als Nachfolger des Grafen Reuß zu General der Infanterie ernannt. Seine Stelle in Dresden wurde in Gouverneur umbenannt und Birckholz wurde auch Oberkommandant aller Landesfestungen.
In den letzten Jahren litt der General unter Gicht und Steinschmerzen. Im Oktober 1700 musste er vier Wochen das Bett hüten. Aber als ihn der König nach Polen rief, machte er sich auf den Weg, aber am 18. November hatte er in Breslau einen Rückfall, am 27. November 1700 erreichte er schwer Krank Warschau. Dort behandelte ihn der königliche Leibarzt Pauli. Am 3. Dezember besuchte ihn noch der König, aber Brickholz starb am 10. Dezember 1700. Die Leiche wurde nach Sachsen zurückgebracht und im Erbbegräbnis in Leibstädt beigesetzt. Außerdem wurde am 5. April 1701 ein großes Begräbnis in der Kirche zum heilige Kreuz in Dresden zelebriert. Der bekannte Hofprediger Carpzow hielt die Leichenpredigt.

## Familie
Birckholz heiratete Johann Sophie von Wedelbusch, der Tochter des Oberst Dettlof von Wedelbusch († 1670) – Herr auf Reddern – verheiratet. Das Paar hatte einen Sohn und eine Tochter.
- Christiane Sophie (* 11. November 1683) ⚭ 1699 Generalleutnant Johann Eberhard von Droste (* 1. August 1662; † 18. September 1726)
- Johann Georg (* 22. April 1680; † 1746), Kammerherr

⚭ 1702 Christiane Charlotte von Erdmannsdorff (* 14. Juni 1682; † 15. März 1720), Hofdame der Kurfürstin
⚭ Amalie Sophie von Bünau (* 1702; † 8. März 1765)